# Steve Mesler
Steve Mesler, född den 27 augusti 1978 i Buffalo, New York, är en amerikansk bobåkare.
Han tog OS-guld i herrarnas fyrmanna i samband med de olympiska bobtävlingarna 2010 i Vancouver.